# Ricardo Wall

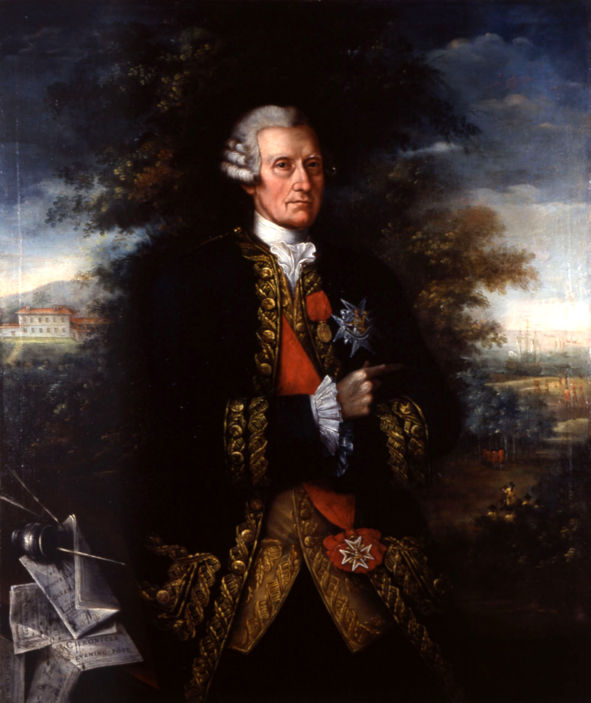
Ricardo Wall (Devereux)

Ricardo Wall ou Devereux, (Nantes, França, 05 de novembro de 1694 - 26 de dezembro de 1777, Soto de Roma, Granada) foi um general, diplomata e ministro de origem irlandesa à serviço da Espanha.

## Biografia

### Nascimento e Formação
Ricardo Wall nasceu por coincidência na cidade francesa de Nantes, estando de passagem junto com os seus pais, estes seguindo ao rei da Inglaterra, ou seja, Jaime II da Inglaterra e rei da Escócia VII, da casa de Estuart, rei derrotado na batalha do Boyne em 1691. Foi batizado em sete de novembro na basílica de São Nicolas, igreja que foi destruída no século XIX e que foi reconstruída no estilo Neogótico. Seu pai, Matías Wall, natural de Kilmallock, Irlanda, era um antigo oficial do exército do rei destronado e sua mãe, Catalina Devreaux, de Buchères. Matías não esteve presente no batismo do seu filho, por estar em uma campanha militar junto às tropas francesas, a quem devia servir em exílio, a fuga dos gansos,nome ao qual os emigrantes irlandeses da Europa recebiam.
Os Wall viviam — segundo o certificado de batismo original, que está conservada nos arquivos do departamento de Loire Atlântico, no Fosso do Pozo de la Plata —, sob a proteção de algum familiar, provavelmente Gilberto Wall, padrinho de Ricardo.
Até o ano de 1710, não se tem conhecimento do destino do jovem irlandês. Mas pôde ir à Saint-Germain-en-Laye, lugar próximo a Paris, onde Jacob II tinha sua corte. A partir daí os seus pais podiam ter realizado contato com pessoas que permitissem que o seu filho entrasse para servir como Pajem da Duquesa de Vendôme. Em 1716, Wall vai para a Espanha com uma carta de recomendação para o ministro Alberoni, este sendo um antigo amigo do esposo da duquesa.

### Serviços militares
Já na Península, Wall é admitido como cadete na Companhia Real da Guarda Marinha, fundada em Cádiz pelo José Patinho Rosales em 1717. Depois de se graduar foi destinado ao Navio Real Felipe (74 canhões), navio com insígnia do esquadrão a comando do almirante José Antonio de Gaztanheta. Nele, Wall participa da sua primeira guerra, a Guerra da Quádrupla Aliança, Sicília, 1718. Porém deixou a marinha traz os desastres do cabo Passaro, ingressando assim no corpo da infantaria, em um dos regimentos irlandeses criados após a Guerra da Sucessão Espanhola. Tomando parte da campanha militar terrestre de Sicilia.
Após o acordo de paz, Wall, participa da expedição para libertar Ceuta do cerco sofrido entre 1720-1721, sob as ordens diretas do marquês Jean de Bette, a quem serviu em campo. Ao final do combate ele volta, mudando de unidade onde passa a Dragão, uma infantaria montada, e ascendendo a capitão do regimento de cavalaria de Batavia.

### Diplomata
Em 1727, Wall foi selecionado para acompanhar Jaime Fitz-James Stuart ( II duque de Liria e Jérica) para a embaixada na Rússia. O duque lhe tinha muito apreço, provavelmente por terem se conhecido no exílio francês: Wall era, segundo ele “um homem a quem colocava toda a minha confiança, com quem abria o meu coração com todos os meus desgostos, que não eram poucos”. A  proteção de Liria impulsionou a sua carreira. Wall foi honrado pelo próprio rei da Prússia, a qual lhe concedeu a Grã-Cruz da Ordem da Águia Vermelha. Houve ainda um grande projeto para nomeá-lo embaixador de Berlim , o que acabou não ocorrendo.

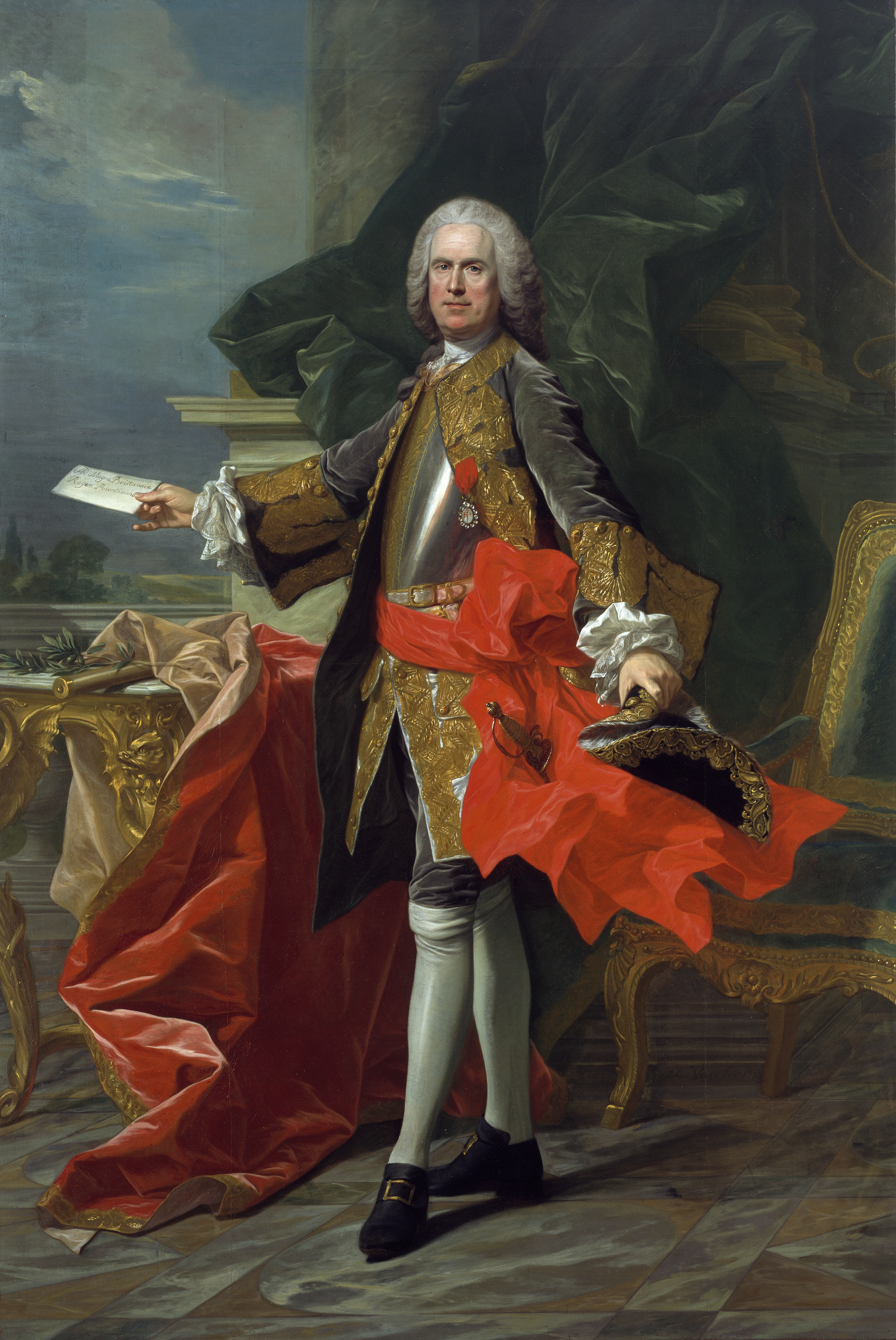
Retrato de Ricardo Wall (1753) por Jean-Baptiste vão Loo (Galeria Nacional da Irlanda, Dublin).

Ao retornar, volta a sua carreira militar e participa da expedição à Toscana, com a missão de acompanhar ao Infante Carlos para a sua tomada de Ducado de Parma. Pouco tempo depois, serviu novamente ao mesmo infante na guerra que daria como território do sul da Itália ao rei Carlos VII de Nápoles (1734 - 1735), no marco da guerra de Sucessão polaca, destacando as ações de Capua, Mesina e Siracusa. Sendo coronel de dragões, é clamado cavaleiro de Santiago (1737) recebendo, também, uma encomienda, da Peñausende que incluía as suas vilas de Peralejos de abajo, Saucelle, Saldeana, Peñausende e Barrueco Pardo — atualmente situadas na províncias de Salamanca e Zamora. E em 1740 recebe o controle de um regimento francês.
Na campanha militar da Lombardía, no marco da guerra da Secessão austríaca (1743-1748), desempenhou maiores responsabilidades, como a revista às tropas espanholas que são enviadas à Itália. A partir de 1744, Wall participou nas maiores operações, o infante Felipe o colocou “nos ataques de audácia”, com o qual leva a novas ascensões: Brigadeiro em 1744, e Marechal de campo em 1747.

Contudo, a melhor coisa que lhe ocorreu nesta campanha militar foi travar uma amizade com um dos homens mais fortes do seguinte reinado: Fernando de Silva (Álvarez de Toledo), III duque de Huéscar e duque de XII duque de Alba de Tormes (1755). O duque o patrocina e o dirige em sua carreira diplomática. Aconselhado por ele, o novo ministro de estado, José de Carvajal, o nomeia, em maio de 1747, para uma missão temporária “restrita somente a assuntos da guerra” na República de Gênova.
Poucas semanas depois, Carvajal decide enviar Wall em uma missão secreta a Londres, com a intenção de negociar um acordo de paz com os ministros britânicos. Wall enfrenta na corte londrina sérias dificuldades: sua origem irlandesa o faz ser suspeito aos políticos da ilha e por outro lado, sofre uma inimizade de Jaime Velez de Medrano, marquês de Tabuérniga, um exilado espanhol que almejava o cargo de Wall. O fracasso da missão não impediu Wall de consolidar sua situação, conquistando pouco a pouco a confiança dos ministros ingleses, especialmente do duque de Newcastle e forçando a repatriação de Tabuérniga.
Em Londres, Wall se hospeda na mansão de Soho Square, a zona da moda da cidade. Desfruta intensamente da vida social e realiza uma gestão lúcida. Por aquela época é retratado por Van Loo, obra que se conserva na Galeria Nacional da Irlanda.
Em 1752, em uma breve visita a Espanha, consegue, apesar das conspirações francesas para substituí-lo por Grimaldi, prosperar como tenente-general e ser nomeado a embaixador — onde até esse momento era ministro plenipotenciário, nomeado em 1749.

### Política Espanhola
Após a morte de Carvajal, em 1754, Wall participa em um complot contra o marquês da Ensenada, dirigido por Huéscar e Benjamin Keene, conquistando a exoneração de Riojano e desterrando Granada. Se mantendo à frente da administração até a sua demissão em 1763.
Seu ministério está caracterizado pelo constante temor da ressurreição do ensenadismo. Grande parte do trabalho do ministro se dedica a fortalecer a sua posição frente a estes e libertar-se da tutela de Huéscar. No entanto, os problemas internos, o início da guerra e os primeiros ataques à sua saúde o fizeram pedir demissão em 1757, ao qual não foi admitido.
Na política exterior viveu um período frenético: A guerra dos Sete Anos. Neste contexto, o irlandês tenta manter uma “neutralidade religiosa” em que o distancie das penalidades da guerra da Espanha. As agressões inglesas foram desiludindo o ministro da bondade deste sistema, mas a morte da rainha Bárbara de Braganza e a subsequente doença e morte de Fernando VI ataram as mãos de Wall. A paralisação da maquinaria administrativa espanhola durante um ano, O ano sem Rei, evita a entrada da Espanha no conflito no melhor dos momentos. Contudo, um dos maiores méritos da gestão de Wall é precisamente a transação de soberanos sem grandes problemas e evitando agressões externas em um momento extremamente delicado.
Após a chegada de Carlos III, Wall retoma a união com a França, mas entra em conflito no pior dos casos. Em menos de um ano as armas inglesas arrebatam da Espanha, La Havana e Manila. Firmando imediatamente um acordo de paz, na qual a Espanha cede a Flórida à Grã Bretanha e França cede a Espanha a Luisiana para recompensá-la.

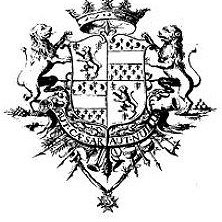
Escudo do Excmo. Sr. D. Ricardo Wall e Devereux

### O Fim da sua Carreira
Em 1763, após o acordo de paz e algumas questões em sua política regalista, Wall consegue convencer que Carlos III aceite a sua demissão. O monarca o recompensa cedendo-lhe o governo de Soto de Roma, um pequeno sítio real localizado na Vega de Genil, a poucos quilômetros de Granada, e o nomeia cavaleiro da Ordem de São Januário. Nos seus últimos anos, o irlandês, ainda tinha energia para dirigir a restauração do Palácio árabe de Alhambra, que dirigiu entre os anos 1769 e 1772 e para a supervisão dos novos povos de Olavide, em 1769.
Entre os seus clientes e patrocinadores, se destacam o marquês de Grimaldi, o conde de Campomanes, Manuel de Roda, o conde de Fuentes e o conde de Ricla.
E também muitos irlandeses como Alejandro O’Reilly, o conde de Mahony, a família de Lacy, Diego Nangle, Pedro Fitz James e Stuart, Ambrosio O’Higgins, William Bowles, Bernardo Ward e Carlos McCarthy;
Intelectuais: Francisco Francisco Pérez Bayer, José Clavijo y Fajardo, Benito Bails, Celestino Mutis, Sebastián de la Cuadra y Llarena;
E burocratas: José Agustín del Llano, Bernardo de Iriarte, Bernardo del Campo, Nicolás de Azara e Juan de Chindurza.
Wall faleceu em 26 de dezembro de 1777. Seu testamento também é fonte de polémica: favorecendo ao seu confessor, Juan Miguel Kayser. O que levou ao seu primo e familiar mais próximo, Eduardo Wall, disputar por alguns anos.
Wall não deixou descendência, mas seu primo Eduardo, que se casou com a condessa de Armildez de Toledo, os teve.